# Sorhagenia lophyrella
Sorhagenia lophyrella is een vlinder uit de familie prachtmotten (Cosmopterigidae). De wetenschappelijke naam is voor het eerst geldig gepubliceerd in 1846 door Douglas.
De soort komt voor in Europa.